# 山田氏 (伯耆国)
山田氏（やまだし）は、伯耆国久米郡北条郷を本貫とする国人の一族。代々堤城を居城とした。

## 経歴
『伯耆民諺記』は承平5年（935年）に長田山城入道が北条郷山田別宮に入部したのを山田氏の始まりとしている。このほか、山田別宮には紀秀員なる人物が願主の弘安6年（1283年）銘の焚鐘が存在すると記しているが現存していない。また、『石清水八幡宮文書』には文永11年（1274年）6月に石清水八幡宮所司と紀秀真との間に争論があったことが記されている。これらの人物を直接、山田氏と結び付けるのは慎重を要するが古くから北条郷に権益を有していた武士であったことは間違いないと推察される。

### 戦国時代
『山田氏覚書』には戦国期に活躍する山田重直の父を高直としているが、現在、それを示す確実な史料は存在していない。ただ、「室町幕府奉行衆下知状」には大永2年（1522年）3月に山田弥三郎左衛門尉が山田別宮に強行入部したことが記されている。
永正から天文年間にかけての尼子氏の伯耆山名家介入に伴う国人勢力の掃討戦において堤城を追われた山田氏は但馬山名氏の下へ逃れ、「長田姓」に改めた。天文13年（1544年）からは山田重直が但馬山名氏の下で活躍し、主に因幡国気多郡を中心とした地域に所領を与えられた。
永禄3年（1560年）頃より毛利氏と通じるようになった山田氏は、毛利氏の支援を受けて同永禄5年（1562年）の夏、ようやく堤城を回復した。ただ、永禄5年の時点においても但馬山名氏との被官関係は継続されていたが、永禄6年（1563年）に毛利・山名の関係が決裂してからは毛利氏のもとへ属した。

### 安土桃山時代
堤城に復帰後の山田氏は山田姓に戻し、南条氏の家臣団に組み込まれた。山田重直は南条氏の奉行人として活動するも、天正3年（1575年）の南条宗勝の死後、跡を継いだ南条元続と意見が対立し、山田氏は南条家の中において孤立した状態になった。天正7年（1579年）に堤城を南条元続が襲撃し、南条氏が織田氏の下へ離反すると山田氏は南条氏から離れ、完全な毛利与党となった。
毛利与党となった山田重直、山田信直父子は吉川氏の下で対南条戦に参加、天正10年（1582年）には羽衣石城を落城させるなど多くの軍功をあげた。しかし、戦中に多方面に所領の先行給付が行われていたため重直が得たのはわずかに久米郡内の28石地のみであった。なお、この間の天正9年（1581年）正月に山田信直が急死、山田家の家督は重直の息子・山田次郎五郎の継ぐところとなった。
天正11年（1583年）に「京芸和睦」が結ばれると山田氏は毛利領となった西伯耆へ移り、会見郡柏尾にある小鷹城へ入った。文禄元年（1592年）3月、重直はこの地で死去した。

### 江戸時代
関ヶ原の戦いの後、吉川氏の家臣へ転じた山田氏は周防国岩国の地へ移って行った。江戸時代に書かれた『伯耆民談記』にはその子孫として山田識直の名が記されている。また、山田氏の子孫は家に伝来する古文書を吉川家に献上し、写本ではあるが『山田氏覚書』、『山田家古文書』として今に伝わっており、中世の山陰戦国史を研究する上で貴重な史料となっている。